# Sumiyoshi-kai
Sumiyoshi-kai (jap. 住吉会) lub Sumiyoshi-rengō (jap. 住吉連合) – drugi co do wielkości gang yakuzy w Japonii, liczący szacunkowo 20 tys. członków. 

Daimon Sumiyoshi-kai

Został założony w 1958 roku jako Minato-kai. Ma 20 tys. członków należących do 277 klanów. W przeciwieństwie do największej Yamaguchi-gumi jest federacją mniejszych gangów. Obecnym przywódcą jest Shigeo Nishiguchi. Organizacja znajduje się w stanie wojny z Yamaguchi-gumi w Tokio. 5 stycznia 2007 zastrzelony został szef organizacji Ryoichi Sugiura. Kilka godzin później ostrzelane zostało biuro Yamaguchi-gumi.